# موسيقى الشمس (ألبوم ريانا)
ميوزك أوف ذا سن هو أول ألبوم إستديو للمغنية البربادوسية ريانا. صدر عن طريق تسجيلات ديف جام في 30 أغسطس، 2005. قبل التوقيع مع شركة التسجيلات، تم اكتشاف ريانا بواسطة المنتج إيفان روجرز، الذي ساعد ريانا في تسجيل أشرطة تجريبية الذي من الممكن إرسالها إلى شركات التسجيل المحتملة. بعد ما وقعت ريانا العقد تحت إشراف جي-زي، الرئيس التنفيذي السابق ورئيس ديف جام، واصلت العمل مع إيفان روجرز وشريكه في الإنتاج كارل ستوركن، وكذلك العمل مع منتجين آخرين لألبومها الإستديو الأول. يضم الألبوم بعض مشاركات فناني آخرين من بينهم كاردينال أوفيشال، جي-ستيشن، وفايبز كارتيل.

## الخلفية والتنمية

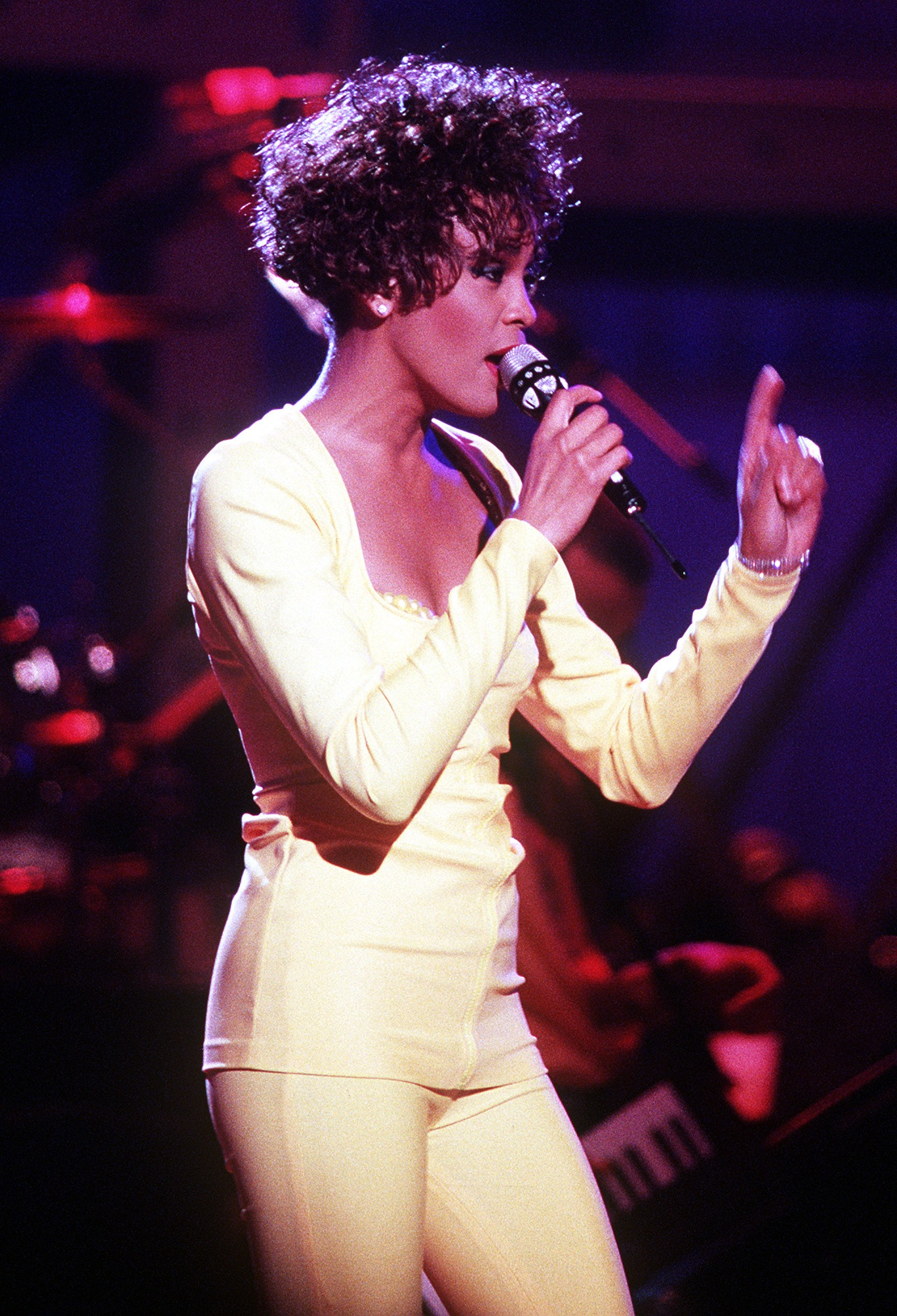
قبل توقيع العقد مع ديف جام، أدت ريانا أغنية «فور ذا لوف أوف يو» نسخة ويتني هيوستن أمام رئيس ديف جام السابق جي-زي.

قبل توقيع العقد مع تسجيلات ديف جام، تم اكتشاف ريانا في موطنها بربادوس من قبل المنتج المنفذ إيفان روجرز. بعد لقائه للمرة الأولى، سأل إيفان ريانا أن تأتي إلى غرفته في الفندق، حيث غنت أغنية دستنيز تشايلد «إيموشن» وأغنية ماريا كاري «هيرو». أعجب إيفان بتجربة أداء ريانا، الذي أخذها إلى نيويورك، حيث كانت برفقة والدتها لتسجيل بعض الأشرطة التجريبية التي من الممكن إرسالها إلى شركات التسجيل. أول رد على الشريط التجريبي كان من جي-زي، الذي كان قد تم مؤخراً تعيينه رئيساً ورئيس تنفيذي على تسجيلات ديف جام. قدمت ريانا تجربة أداء أمامه وأمام إل.إي. ريد، في مكتبه. أوضحت ريانا في مقابلة عن شعورها قبل دخولها إلى المكتب، قائله:
خلال تجربة الأداء، غنت ريانا أغنية «فور ذا لوف أوف يو» نسخة ويتني هيوستن، أيضاً «بون دي ريبلاي» و «ذا لاست تايم». الذي كتبها وأنتجها إيفان وكارل، وتم إدراج الأغنيتين في ألبومها الإستديو الأول ميوزك أوف ذا سن.

## التسجيل والإنتاج
عملت ريانا مع منتجين مختلفين أثناء تسجيل ميوزك أوف ذا سن واستمرت في العمل مع إيفان وكارل، اللذين قد كتبا وأنتجا «بون دي ريبلاي» و «ذا لاست تايم» لشريط ريانا التجريبي. في مقابلة، أوضحت ريانا كيف إيفان وكارل ساعداها في تطوير قدراتها في كتابة الأغاني، اللذين قد عملوا مع فنانين آخرين بما في ذلك بريتني سبيرز، كريستينا أغيليرا، وكيلي كلاركسون.

## الأغاني
ميوزك أوف ذا سن هو ألبوم آيربان دانس-بوب، متأثر بالألحان الكاريبيه. يحتوي على أغاني الدانس-بوب إضافةً على أغاني البالاد من نوع الآر أند بي. أغنية الألبوم المنفردة الأولى «بون دي ريبلاي» كانت من كتابة وإنتاج إيفان، كارل، وفادا نوبلز. هي أغنية دانس-بوب بسيطة مع ألحان دانسهول وأوتار الريغي الصوتية. بالإضافة إلى العمل مع إيفان وكارل بالنسبة لغالبية الأغاني في الألبوم، عملت ريانا مع فرق إنتاج بما في ذلك بوك أند تون أوف تراك ماسترز و ستارقيت. تعاملوا مع ريانا في كتابة وإنتاج أغنية الألبوم المنفردة الثانية، «إف إتز لوفن ذات يو وانت»، التي وصفتها ريانا بأنها «أغنية ممتعة». ريمكس للأغنية بعنوان «إف إتز لوفن ذات يو وأنت - بارت 2»، مع اشتراك الرابر كوري جانز، أدرجت كأغنية إضافية في ألبوم ريانا الإستديو الثاني، آ قيرل لايك مي (2006). يحتوي الألبوم على نسخة أغنية المغنية الجامايكية داون بن «يو دونت لوف مي (نو، نو، نو)»، مع اشتراك مغني الدانسهول الفنان فايبز كارتيل. «ذا لاست تايم»، من كتابة وإنتاج إيفان وكارل باستخدام الغيتار. جنباً إلى جنب مع إيفان وكارل، شارك ستارقيت في كتابة وإنتاج الأغنية «ليت مي».

## قائمة تقديرات الألبوم
| الرقم | الناقد               | التقدير     | المصادر |
| ----- | -------------------- | ----------- | ------- |
| 1     | Allmusic             | 3.5/5 stars | [ 5 ]   |
| 2     | Entertainment Weekly | C           | [ 8 ]   |
| 3     | The Jamaica Observer | 3.5/5 stars | [ 9 ]   |
| 4     | New York Post        | 2.5/5 stars | [ 10 ]  |
| 5     | PopMatters           | 5/10        | [ 11 ]  |
| 6     | Rolling Stone        | 2.5/5 stars | [ 12 ]  |
| 7     | Slant Magazine       | 2.5/5 stars | [ 13 ]  |

## الأداء التجاري

### أمريكا الشمالية
في الولايات المتحدة، دخل ميوزك أوف ذا سن لأول مرة وبلغ ذروته في المركز العاشر في بيلبورد 200 في 17 سبتمبر، 2005. أمضى الألبوم خمسة وثلاثين أسبوعاًعلى هذا الرسم البياني. دخل ميوزك أوف ذا سن لأول مرة على الرسم البياني لألبومات الآر أند بي/هيب هوب في المركز السادس، وأمضى أربعة وأربعين أسبوعاً على هذا الرسم البياني. بعد خمسة أشهر من الإصدار، حصل الألبوم على شهادة القولد من قبل اتحاد صناعة التسجيلات الأمريكية (RIAA) في 1 يناير، 2006، تدل على شحن أكثر من 500,000 نسخة من الألبوم. اعتباراً من نوفمبر 2013، بيع من الألبوم 609,000 نسخة في الولايات المتحدة. في كندا، دخل ميوزك أوف ذا سن لأول مرة وبلغ ذروته في المركز السابع في الرسم البياني الكندي عندما صدر في 17 سبتمبر، 2005، لكنه خرج من المراكز العشرة الأولى في الأسبوع التالي. بعد أربعة أشهر من الإصدار، حصل الألبوم على شهادة البلاتينيوم من قبل ميوزك كندا تدل على شحن أكثر من 100,000 نسخة.

### أوروبا و أوقيانوسيا
خارج الولايات المتحدة وكندا، فشل ميوزك أوف ذا سن في تحقيق مستوى مماثل من النجاح. في المملكة المتحدة، دخل الألبوم لأول مرة وبلغ ذروته المركز الخامس والثلاثين في الرسم البياني البريطاني عندما صدر في 10 أكتوبر، 2005. في 12 مايو، 2006، حصل الألبوم على شهادة القولد من قبل صناعة الفونوغرامات البريطانية (BPI) تدل على شحن أكثر من 100,000 نسخة. في أماكن أخرى من أوروبا، دخل الألبوم لأول مرة المركز السادس والأربعين في الرسم البياني السويسري عندما صدر في 11 سبتمبر، 2005، وبلغ ذروته في المركز الثامن والثلاثين بعد أربعة أسابيع. في النمسا، دخل الألبوم لأول مرة المركز الواحد والستين عندما صدر في 18 سبتمبر، 2005، وبلغ ذروته المركز الخامس والأربعين في الأسبوع التالي. في فرنسا، دخل الألبوم لأول مرة وبلغ ذروته المركز الثالث والتسعين في الرسم البياني الفرنسي عندما صدر في 24 سبتمبر، 2005. في هولندا، دخل الألبوم لأول مرة وبلغ ذروته المركز الثامن والتسعين عندما صدر في 29 أبريل، 2006. في نيوزيلندا، دخل الألبوم لأول مرة المركز الأربعين عندما صدر 26 سبتمبر، 2005. في الأسبوع الرابع، بلغ الألبوم ذروته في المركز السادس والعشرين.

## الجوائز والترشيحات
| السنة | الحفل                   | البلد المضيف | الفئة                   | النتيجة | المصادر |
| 2006  | جوائز بربادوس الموسيقية |              | أفضل ألبوم ريغي/دانسهول | فوز     | [ 27 ]  |
| 2006  | جوائز بربادوس الموسيقية | ألبوم السنة  | فوز                     |         | [ 27 ]  |
| ----- | ----------------------- | ------------ | ----------------------- | ------- | ------- |

## الأغاني المنفردة
| "بون دي ريبلاي"                                             | 2005 | 6 | 5  | 3 | 18 | 6  | 2 | 1 | 3  | 2  | 2  | - : بلاتينيوم - : 2× بلاتينيوم |
| "إف إتز لوفن ذات يو وانت"                                   | 2005 | 9 | 31 | — | —  | 25 | 8 | 9 | 19 | 11 | 36 | —                              |
| "—" يدل على عدم دخول الأغنية إلى الرسوم البيانية الموسيقية. |      |   |    |   |    |    |   |   |    |    |    |                                |

## قائمة أغاني الألبوم
1. «بون دي ريبلاي» - (4:06)
2. «هير آي قو أقين» (مع جي-ستيشن) - (4:11)
3. «إف إتز لوفن ذات يو وانت» (3:28)
4. «يو دونت لوف مي (نو، نو، نو)» (مع فايبز كارتيل) - (4:20)
5. «ذات لا، لا، لا» - (3:45)
6. «ذا لاست تايم» - (4:53)
7. «ويلنق تو ويت» - (4:37)
8. «ميوزك أوف ذا سن» - (3:56)
9. «ليت مي» - (3:56)
10. «رش» (مع كاردينال أوفيشال) - (3:09)
11. «ذيرز آ ثغ إن ماي لايف» (مع جي-ستيشن) - (3:21)
12. «ناو آ نو» - (5:01)
13. «بون دي ريبلاي ريمكس» (مع إلفنت مان) - (3:37)
14. «شود آي» (مع جي-ستيشن) - (3:06) (أغنية إضافية في المملكة المتحدة واليابان)
15. «هيبنتايزد» - (4:15) (أغنية إضافية في اليابان)

## الرسوم البيانية

### الرسوم البيانية الأسبوعية
| الرسم البياني (2005)                             | المركز | المصادر |
| ------------------------------------------------ | ------ | ------- |
| ألبومات أسترالية (ARIA Hitseekers)               | 18     | [ 28 ]  |
| ألبومات أسترالية (ARIA Urban)                    | 26     | [ 29 ]  |
| ألبومات نمساوية (Ö3 Austria)                     | 45     | [ 23 ]  |
| ألبومات كندية (Billboard)                        | 7      | [ 18 ]  |
| ألبومات فرنسية (SNEP)                            | 93     | [ 24 ]  |
| ألبومات ألمانية (Media Control)                  | 31     | [ 30 ]  |
| ألبومات نيوزيلندية (Recorded Music NZ)           | 26     | [ 26 ]  |
| ألبومات سويسرية (Schweizer Hitparade)            | 38     | [ 22 ]  |
| ألبومات المملكة المتحدة (OCC)                    | 35     | [ 20 ]  |
| ألبومات الولايات المتحدة (Billboard 200)         | 10     | [ 14 ]  |
| ألبومات الولايات المتحدة (Billboard R&B/Hip Hop) | 6      | [ 15 ]  |

| الرسم البياني (2006)         | المركز | المصادر |
| ---------------------------- | ------ | ------- |
| ألبومات هولندية (MegaCharts) | 98     | [ 25 ]  |

| الرسم البياني (2011)  | المركز | المصادر |
| --------------------- | ------ | ------- |
| ألبومات فرنسية (SNEP) | 178    | [ 24 ]  |

## الشهادات
| الدولة           | المزود         | الشهادات  | المبيعات | المصادر |
| ---------------- | -------------- | --------- | -------- | ------- |
| كندا             | (Music Canada) | بلاتينيوم | 80,000   | [ 19 ]  |
| المملكة المتحدة  | (BPI)          | قولد      | 100,000  | [ 21 ]  |
| الولايات المتحدة | (RIAA)         | قولد      | 607,000  | [ 31 ]  |

## تاريخ الإصدار
| الدولة           | التاريخ         | نوع الإصدار | الشركة المنتجة | المصادر |
| كندا             | 30 أغسطس، 2005  | سي دي       | يونيفرسال      | [ 32 ]  |
| الولايات المتحدة | 30 أغسطس، 2005  | سي دي       | ديف جام        | [ 33 ]  |
| ألمانيا          | 5 سبتمبر، 2005  | سي دي       | يونيفرسال      | [ 34 ]  |
| المملكة المتحدة  | 16 فبراير، 2006 | تحميل رقمي  | ميركوري        | [ 35 ]  |
| ---------------- | --------------- | ----------- | -------------- | ------- |

## روابط خارجية
- موسيقى الشمس على موقع أول موفي (الإنجليزية)